# August Zehender
August Friedrich Zehender (28. dubna 1903 Aalen – 11. února 1945 Budapešť) byl v období druhé světové války důstojníkem Waffen-SS v hodnosti SS-Brigadeführer und Generalmajor der Waffen-SS. Zároveň byl držitelem rytířského kříže s dubovými ratolestmi.

## Předválečné období a začátky u SS
August Zehender se narodil 28. dubna roku 1903 ve městě Aalen v Bádensku-Württembersku jako syn železničního úředníka. Poté, co dokončil v dubnu 1918 reálnou školu, tak vstoupil do armády, kde byl zařazen na poddůstojnickou školu ve městě Ellwangen.
Během studia byl zařazen ke kulometné rotě ze 13. pěšího pluku (Infanterie Regiment Nr. 13). Zůstal zde až do konce roku 1920, kdy dokončil studium na poddůstojnické škole. Následně na to byl přiřazen ke Schützen-Regiment 25, ve městě Schwäbisch Gmünd. Zde setrval až do roku 1932, kdy odchází z Reichswehru jako Feldwebel (rotmistr). Před odchodem absolvoval ještě administrativní školení.
Dne 1. května 1933 vstoupil do řad jednotek SA a celý následující rok působil v různých sportovních pozicích. Později se stal ředitelem sportovní školy pod dohledem výcvikového velení SA. Ve službách Sturmabteilungu sloužil až do listopadu 1933. Následně na to vstoupil do SS a zároveň i do NSDAP a byl zařazen do SS-Verfügungstruppe k 12. rotě ze 1. SS-Standarte "Deutschland" v hodnosti SS-Obersturmführera (nadporučík) a ve funkci velitele čety. Dne 1. září roku 1936 byl pověřen velením stejné roty.
V květnu 1938 se již v hodnosti SS-Hauptsturmführer (kapitán) stal velitelem 8. roty SS-Standarte Deutschland a zůstal zde až do června následujícího roku, kdy přebral velení 4. roty.

## Druhá světová válka
Poté, co byl odvelen od 11. SS-Standarte, byla mu přidělena funkce velitele SS-Kradschützen-Bataillon 2 (2. motostřelecký prapor SS) ze 2. SS-Panzer Division „Das Reich“. Veliteli rot byli:
1. rota – SS-Hauptsturmführer Wilhelm Kment
2. rota – SS-Sturmbannführer Fritz Klingenberg
3. rota – SS-Hauptsturmführer Christian Tychsen
Koncem června roku 1941 byl Zehender těžce raněn na východní frontě a po svém uzdravení převzal velení SS-Reiterregiment 2, který byl později přeměněn na SS-Kavallerie-Regiment 2 a stal se součástí 8. SS-Kavallerie Division „Florian Geyer“.
Počátkem roku 1943 se Zehender dostal se svým plukem do prostoru Belyj blízko osady Cholomedina, kde se mu dařilo odvracet nepřátelské útoky. Během dalších útoků na zadní linie nepřítele měl Zehender značný podíl na obklíčení a zneškodnění nepřítele. Za tyto akce byl 10. března 1943 v hodnosti SS-Obersturmbannführer vyznamenán rytířským křížem. Během zimních bojů pak Zehenderova jednotka spadala pod XXXXVII. Panzerkorps pod velením generála Joachima Lemelsena.
V dubnu roku 1944 Zehender převzal rozkaz sestavit 22. SS-Freiwilligen Kavallerie Division „Maria Theresia“. Jádro divize bylo tvořeno SS-Kavallerie-Regiment 17 z původní 8. SS-Kavallerie Division „Florian Geyer“ a maďarskými Volksdeutsche (Němci žijící mimo území říše). Z těch byly později vytvořeny SS-Freiwilligen-Kavallerie-Regimenter 52, SS-Freiwilligen-Artillerie-Regiment 22, SS-Freiwilligen-Kavallerie-Regimenter 53 a k tomu patřící divizní jednotky.
Zehender se pak s divizí účastnil bitvy o Budapešť. Zde Zehender i přes těžké a nerovné boje zůstal u své divize, která bojovala na jižním okraji Budapešti a 52 dní vzdorovala nepříteli. Za to obdržel Zehender 4. února 1945 dubové ratolesti k rytířskému kříži. Při pokusu prolomit sovětské obklíčení se August Zehender 11. února rozhodl spáchat sebevraždu.

## Shrnutí vojenské kariéry
Data povýšení
- Feldwebel - říjen 1931
- SS-Obersturmführer – 9. listopad 1935
- SS-Hauptsturmführer – 20. duben 1937
- SS-Sturmbannführer – 13. prosinec 1940
- SS-Obersturmbannführer – 9. listopad 1942
- SS-Standartenführer – 20. duben 1943
- SS-Oberführer – 16. říjen 1944
- SS-Brigadeführer und Generalmajor der Waffen-SS – 15. leden 1945

Významná vyznamenání
- Rytířský kříž Železného kříže – 10. březen 1943
- Dubové ratolesti k rytířskému kříži – 4. únor 1945
- Německý kříž ve zlatě – 16. říjen 1942
- Spona za boj zblízka ve stříbře
- Železný kříž II. třídy – 14. září 1939
- Železný kříž I. třídy – 18. červen 1940
- Útočný odznak pěchoty v bronzu – 10. srpen 1940
- Odznak za zranění ve zlatě – červen 1941
- Medaile za Anschluss
- Čestná dýka Reichsführera-SS
- Totenkopfring
- Sportovní odznak SA ve zlatě
- Říšský sportovní odznak v bronzu